# Acalolepta marmorata
Acalolepta marmorata är en skalbaggsart som först beskrevs av Fisher 1935.  Acalolepta marmorata ingår i släktet Acalolepta och familjen långhorningar. Inga underarter finns listade i Catalogue of Life.